# Moritz Gottlieb Saphir
Moritz Gottlieb Saphir, pseudonimo di Moses Saphir (Lovasberény, 1795 – Vienna, 1858), è stato un drammaturgo e aforista austriaco.

## Biografia
Figlio di mercanti ebrei, fu indirizzato alla professione di rabbino, ma nel 1814 abbandonò gli studi. Cominciò a scrivere nel 1819 per il Pannonia, ein vaterländisches Erholungsblatt für Freunde des Schönen, Guten und Wahren di Budapest, per poi sviluppare una lunga carriera di polemista, satirico e anche violento, su diversi giornali. Lasciò Vienna nel 1825 per Berlino, a seguito di polemiche per una sua poesia contro il soprano Henriette Sontag (fu anche brevemente imprigionato). Direttore del Berliner Schnellpost für Literatur, Theater und Geselligkeit dal 1826 al 1829 e del Berliner Courier dal 1827 al 1829. Andò quindi a Monaco di Baviera dove fondò Der Basar (1830–33) e Der deutsche Horizont (1831–33).
Nel 1832 si convertì al protestantesimo. Nel 1834 tornò a Vienna dove pubblicò Der Humorist. Eine Zeitschrift für Scherz und Ernst, Kunst, Theater, Geselligkeit und Sitte (che ha diretto dal 1835 fino alla morte e ha continuato a essere pubblicato fino al 1862), e Theaterzeitung (in collaborazione con Adolf Bäuerle).
Fu nemico polemico contro Johann Nestroy e amico sodale di Ignaz Franz Castelli. Quando morì, lasciò Friedrich Hebbel a tutela dell'eredità.
Noto nella Mitteleuropa per i suoi pungenti aforismi e le polemiche, è quasi sconosciuto in Italia, dove le sue opere non sono mai state tradotte in lingua italiana.

## Opere
- Poetische Erstlinge (1821)
- Konditorei des Jokus (1828)
- Dumme Briefe (1834)
- Fliegendes Album für Ernst, Scherz, Humor und lebensfrohe Laune (2 voll., 1846)
- Konversationslexikon für Geist, Witz und Humor (5 voll., 1851-52)
- Deklamatorische Soirée (1858)